# Esencial (álbum de Ana Torroja)
Esencial es el título de un álbum recopilatorio de Ana Torroja, publicado a finales de 2004 en Latinoamérica en el que se recogen los que a su juicio son sus mejores temas en solitario, fuera del grupo Mecano. El CD-álbum iba acompañado de un DVD con casi todos sus videoclips. A principios de 2005 se publicó también en España, incluyendo el tema «No me canso», escrito por Carlos Chaouen.

## Lista de canciones
- Edición estándar (CD):

| N.º | Título                                                                        | Duración |  |
| 1.  | «A contratiempo» (del disco Puntos cardinales)                                | 4:38     |  |
| 2.  | «Veinte mariposas» (del disco Frágil)                                         | 3:03     |  |
| 3.  | «Ya no te quiero» (del disco Pasajes de un sueño)                             | 4:40     |  |
| 4.  | «Duele el amor» (a dúo con Aleks Syntek, del disco Mundo lite)                |          |  |
| 5.  | «Como sueñan las sirenas» (del disco Puntos cardinales)                       | 3:58     |  |
| 6.  | «Quién dice» (del disco Frágil)                                               | 3:42     |  |
| 7.  | «Corazones» (a dúo con Miguel Bosé, del disco en concierto Girados)           |          |  |
| 8.  | «Partir» (del disco Puntos cardinales)                                        | 3:17     |  |
| 9.  | «Mes prières» (del disco Ana Torroja)                                         | 3:46     |  |
| 10. | «Libélula» (del disco Frágil)                                                 | 3:41     |  |
| 11. | «Nada personal» (a dúo con Armando Manzanero, del disco Duetos 2)             | 3:09     |  |
| 12. | «Te he querido tanto» (del disco Puntos cardinales)                           | 4:05     |  |
| 13. | «Qui a le droit» (a dúo con Patrick Bruel, del disco Ana Torroja)             | 3:43     |  |
| 14. | «Solo por eso» (del disco Frágil)                                             | 4:15     |  |
| 15. | «Hoy igual que ayer» (a dúo con Saúl Hernández, del disco Frágil)             | 3:56     |  |
| 16. | «Cada historia» (a dúo con Presuntos Implicados, del disco Selección natural) |          |  |
| 17. | «Como sueñan las sirenas» (versión Pumpin' Dolls radio edit)                  | 4:03     |  |

- Bonus track (solo España; edición publicada en 2005):

|     |               |                |          |  |  |  |  |  |  |  |
| N.º | Título        | Escritor(es)   | Duración |  |  |  |  |  |  |  |
| 18. | «No me canso» | Carlos Chaouen |          |  |  |  |  |  |  |  |

- DVD: Videoclips

|     | |          |  |  |  |  |  |  |  |  |
| N.º | Título | Duración |  |  |  |  |  |  |  |  |
| 1.  | «A contratiempo» |          |  |  |  |  |  |  |  |  |
| 2.  | «Como sueñan las sirenas» |          |  |  |  |  |  |  |  |  |
| 3.  | «Ya no te quiero» |          |  |  |  |  |  |  |  |  |
| 4.  | «Cachitos de un sueño» |          |  |  |  |  |  |  |  |  |
| 5.  | «Mes prières» |          |  |  |  |  |  |  |  |  |
| 6.  | «Corazones» |          |  |  |  |  |  |  |  |  |
| 7.  | «Quién dice» |          |  |  |  |  |  |  |  |  |
| 8.  | «Veinte mariposas» |          |  |  |  |  |  |  |  |  |
| 9.  | «Duele el amor» |          |  |  |  |  |  |  |  |  |
| 10. | «Cuatro días» (versión en directo; concierto Básico de Los 40 Principales)                                                                      |          |  |  |  |  |  |  |  |  |
| 11. | «Mujer contra mujer» (versión en directo; versión Girados en la edición española y versión Básico de Los 40 principales en la edición mexicana) |          |  |  |  |  |  |  |  |  |

## Posiciones
| País   | Posición |
| ------ | -------- |
| España | 12       |